# أنوب جاكوب
أنوب جاكوب (بالإنجليزية: Anoop Jacob) هو سياسي هندي، ولد في 16 ديسمبر 1977. حزبياً، نشط في Kerala Congress (Jacob) ‏. وقد انتخب Member of the Legislative Assembly (India) ‏ وانتخب عضو المجلس التشريعي ولاية كيرالا عن دائرة Piravom Assembly constituency ‏.